# Limnocythere reticulata
Limnocythere reticulata is een mosselkreeftjessoort uit de familie van de Limnocytheridae. De wetenschappelijke naam van de soort is voor het eerst geldig gepubliceerd in 1897 door Sharpe.